# قلعه روستائی
قلعه روستائی یا تپه قشلاق روستایی از توابع بخش مرکزی شهرستان کرج در استان البرز ایران است.این روستا با توجه به قرارگیری در حاشیه کرج و خوش آب‌هوا بودن در گذشته و مهاجرت‌های بی‌رویه از روستاها و شهرستانهای ایران به حاشیه شهرهای تهران و کرج به یکی از قطب‌های حاشیه نشینی استان البرز تبدیل شده است.

## وجه تسمیه
در فرهنگ جغرافیایی ایران نوشته حسینعلی رزم آرا درباره این روستا اینگونه آمده است:تپه‌قشلاق دهی جزء دهستان حومه بخش کرج ، شهرستان تهران است.در ۸ کیلومتری باختر کرج و ۱ کیلومتری باختر جاده کرج به اشتهارد.در جلگه-معتدل-سکنه ۱۰۵ نفر شیعه مذهب فارسی و ترکی زبان.دارای قنات و آب از رود کرج - محصولات غلات و صیفی و محصولات باغی - ایل میش مست در بهار به این ده می‌آیند.دارای راه ماشین رو..

## جمعیت
این روستا در دهستان محمدآباد قرار دارد و براساس سرشماری مرکز آمار ایران در سال ۱۳۸۵، جمعیت آن ۴۹۱ نفر (۱۳۵خانوار) بوده‌است.